# RBC Roosendaal
El Roosendaalse Boys Combinatie Roosendaal (en español: Combinado Chicos de Roosendaal), conocido simplemente como RBC Roosendaal, es un club de fútbol neerlandés amateur y antiguo club de fútbol profesional, de la ciudad de Roosendaal en el Brabante Septentrional. Fue fundado en 1912 y juega en la Derde Divisie, cuarta división de la pirámide del fútbol neerlandés. A principios de junio del 2011, el club fue declarado en quiebra por el tribunal.

## Historia
El club fue fundado con el nombre de Excelsior el 31 de julio de 1912 por Frans Mathijsen y Anton Poldermans, siendo renombrado como Oranje-Wit en 1919 y VV Roosendaal en 1922, adoptando su denominación actual (Roosendaalse Boys Combinatie, «Combinado de Jóvenes de Roosendaal») el 16 de julio de 1927, tras fusionarse con otro equipo de la ciudad, el Roosendaalse Boys.
El RBC se incorporó al fútbol profesional en 1955, calidad que mantuvo hasta 1971, cuando volvió al amateurismo luego de una completa reorganización del fútbol neerlandés, proclamándose campeón nacional aficionado dos años más tarde.
Volvería al profesionalismo, a la Eerste Divisie, en la temporada 1983/84. En 1986 lograría su máximo éxito hasta el momento, el subcampeonato de la Copa de los Países Bajos, cayendo en la final ante el Ajax. Logrando su primer ascenso a la máxima categoría a través del playoff, tras hacerse con la sexta posición en la temporada 1999/00. Sin embargo, en su primera experiencia en la Eredivisie el equipo ocupó el último casillero de la clasificación, debiendo volver a jugar en segunda división al año siguiente. Después de lograr nuevamente el ascenso en la temporada 2001/02, el RBC logró mantenerse por cuatro temporadas en la división de honor, descendiendo nuevamente en la temporada 2005/06.
Hasta 2001 el equipo disputó sus partidos de local en el estadio De Luiten, que tenía capacidad para 6.800 personas. Ese mismo año se mudó a un nuevo complejo, el RBC Stadion, con capacidad para 5.000 personas.
A principios de junio de 2011, el club fue declarado en quiebra por el tribunal y para todas sus funciones.
El club fue refundado el 2 de diciembre de 2011 y entró en la quinta división del fútbol amateur en la temporada 2012/13.
Desde 2020, el equipo del RBC juega los domingos en Tweede klasse. El 16 de abril de 2023, el club ascendió a Eerste klasse vía campeonato.
En la temporada 2023/24 ascendió a la Vierde Divisie al quedar campeón de su grupo en la Eerste Klasse.

## Uniforme
- Uniforme titular: Camiseta naranja, pantalón blanco, medias blancas.
- Uniforme alternativo: Camiseta azul, pantalón azul, medias azules.

## Datos del club*
- Temporadas en 1ª: 5
- Temporadas en 2ª: 19
- Mejor puesto en la liga: 12º (2003/04)
- Peor puesto en la liga: 18º (2000/01 y 2005/06)

* Desde 1983 en adelante

## Palmarés

### Torneos nacionales
- Tweede Divisie B (1): 1957
- Sunday Amateur Champions (1): 1973
- Sunday Hoofdklasse B (1): 1975
- Eerste Klasse (3): 1973, 1974, 1980
- Tweede Klasse (2): 1972
- Vierde Klasse (1): 2017
- Vijfde Klasse (1): 2013

### Torneos internacionales
No ha ganado ningún torneo hasta el momento.